# Cipactonal
Cipactonal ("Blask Cipactli") – w mitologii azteckiej bogini kalendarza i astrologii.
Cipactonal była żoną boga Oxomoco, którzy razem są bohaterami mitu o stworzeniu podstawowego pożywienia w Mezoameryce – kukurydzy. Cipactonal ponadto obdarzyła ludzi umiejętnością przędzenia i tkania, kobietom zaś dała ziarna kukurydzy do sporządzania leków oraz do wróżb i czarów.